# Atracurium
L'atracurium est un curare non dépolarisant de la famille des benzylisoquinolines commercialisé sous le nom de TRACRIUM®. L'atracurium est un mélange de stéréoisomères : 60% cis-cisatracurium(NIMBEX®), 30% trans-cis atracurium, 10% trans-trans atracurium. Il est couramment utilisé comme myorelaxant en anesthésie générale et chez les patients de réanimation.

## Propriétés
Comme tous les curares, l'atracurium est un médicament dangereux ne pouvant être utilisé qu'en milieu spécialisé. Antagoniste compétitif de l'acétylcholine au niveau des récepteurs cholinergiques nicotiniques de la plaque motrice, il induit une paralysie de la musculature volontaire en plusieurs minutes après une injection intraveineuse (0,5mg/kg), permettant de bonnes conditions d'intubation orotrachéale et un relâchement musculaire indispensable dans certaines chirurgies (notamment abdominales).
Sa durée d'action intermédiaire (environ 30 à 40 minutes) en fait un myorelaxant de choix pour la plupart des interventions courantes ; en outre son métabolisme spécifique (voie d'Hofmann et cholinestérases non plasmatiques) non dépendant d'une biotransformation hépatique ou élimination rénale, le rend particulièrement utile chez les patients insuffisants rénaux ou hépatiques.

## Avancées
L'atracurium, tombé dans le domaine public, reste très employé en raison de son efficacité et de son faible coût. Toutefois son isomère R-cis, le cisatracurium (Nimbex), tend à le concurrencer en raison de sa meilleure tolérance clinique et de son plus faible risque allergique(1/35000 contre 1/150000 pour le cisatracurium).

## Antidote
L'antidote commun aux curares non dépolarisants est la néostigmine, chef de file des anticholinestérasiques.

## Divers
L'atracurium fait partie de la liste des médicaments essentiels de l'Organisation mondiale de la santé (liste mise à jour en avril 2013).